# I Belong to You (musikalbum)
I Belong to You är ett album från 2013 av Emilia Mitiku. Det släpptes den 11 februari 2013.

## Låtlista
1. So Wonderful (Anders Hansson, Sharon Vaughn, Emilia Mitiku)
2. Lost inside (Anders Hansson, Sharon Vaughn, Emilia Mitiku)
3. I Belong to You (Anders Hansson, Sharon Vaughn, Emilia Mitiku)
4. Ohh la la (Anders Hansson, Sharon Vaughn, Emilia Mitiku)
5. Zou Bisou Bisou (Bill Shepherd, Alan Tew)
6. You're Not Right for Ne (Anders Hansson, Sharon Vaughn, Emilia Mitiku)
7. Dream a little dream (Fabian Andree, Wilbur Schwandt, Gus Kahn)
8. Officially a Fool (Anders Hansson, Sharon Vaughn, Emilia Mitiku)
9. Again (Dorcas Cochran, Lionel Newman)
10. You're Breaking My Heart (Klaus Doldinger, Anders Hansson, Emilia Mitiku)
11. Winter Beach (Anders Hansson, Sharon Vaughn, Emilia Mitiku)
12. Substitute Arms (Anders Hansson, Sharon Vaughn, Emilia Mitiku)
13. Witchcraft (Cy Coleman, Carolyn Leigh)
14. Forgive Me (Anders Hansson, Sharon Vaughn, Emilia Mitiku)

## Medverkande
- Emilia Mitiku - sångare
- Anders Hansson - trummor, slagverk, producent
- Harry Wallin - trummor, slagverk
- Andreas Unge - bas, slagverk
- Staffan Astner - gitarr
- Henrik Jansson - gitarr

### Fotnoter
1. ↑  ”I Belong to You”. Svensk mediedatabas. 13 mars 2013. http://smdb.kb.se/catalog/id/002928759. Läst 23 januari 2014.
2. ↑  Carys Jones (11 februari 2013). ”Emilia Mitiku interview” (på engelska). Entertainment Focus. https://entertainment-focus.com/2013/02/11/emilia-mitiku-interview/. Läst 23 januari 2023.
3. ↑  ”Emilia gör listsuccé i England” (på svenska). Svenska Dagbladet. 11 februari 2013. https://www.svd.se/a/7a8ea75b-d1c4-36d3-bd9c-434cba0783bb/emilia-gor-listsucce-i-england. Läst 23 januari 2023.